# Abu Dhabi Golfkampioenschap 2013
Het Abu Dhabi Golfkampioenschap 2013 - officieel het Abu Dhabi HSBC Golf Championship 2013 - was een golftoernooi, dat liep van 17 tot en met 20 januari 2013 en werd gespeeld op de Abu Dhabi Golf Club in Abu Dhabi. Het toernooi maakte deel uit van de Europese PGA Tour 2013. Het totale prijzengeld bedroeg € 2.700.000.
Titelverdediger Robert Rock, die het toernooi in 2012 won met een score van -13, verliet na de eerste ronde ziek het toernooi. De Welshman Jamie Donaldson won het toernooi. De Engelsman Justin Rose en de Deen Thorbjørn Olesen eindigden op de gedeelde tweede plaats.

## Verslag

### Ronde 1
Justin Rose is bij het begin van dit toernooi de nummer 5 op de wereldranglijst, achter Rory McIlroy, Tiger Woods, Luke Donald en Louis Oosthuizen. Door dit toernooi te winnen zou hij kunnen stijgen want Donald en Oosthuizen spelen deze week niet. Jamie Donaldson staat op nummer 45 en deelt na ronde 1 de eerste plaats met Justin Rose. Joost Luiten had een goede score en deelt de tiende plaats.

### Ronde 2
Gonzalo Fernández-Castaño speelde een ronde gelijk aan het toernooirecord en steeg naar de tweede plaats.
Joost Luiten maakte weer een goede score en kwam op een gedeeld vijfde plaats.  
Na de tweede ronde stonden 49 spelers onder par. Rory McIlroy en Tiger Woods misten de cut. Rory had deze week nieuwe Nike stokken en ballen en moest daaraan wennen, hij verloor vier slagen op de korte holes. Robert Rock speelde de derde ronde niet meer, hij had zich ziek teruggetrokken.

### Ronde 3
SSP Chowrasia verbeterde het toernooirecord met twee slagen. Twee uur laten kwam ook Andrew Dodt met een score van 65 binnen. Joost Luiten speelde met Garth Mulroy, die een ronde van +3 maakte. Luiten hield het bij +1 maar zakte een paar plaatsen.
Gonzalo Fernández-Castaño mocht na die score van 67 in ronde 3 in de laatste partij spelen met Justin Rose.

### Ronde 4

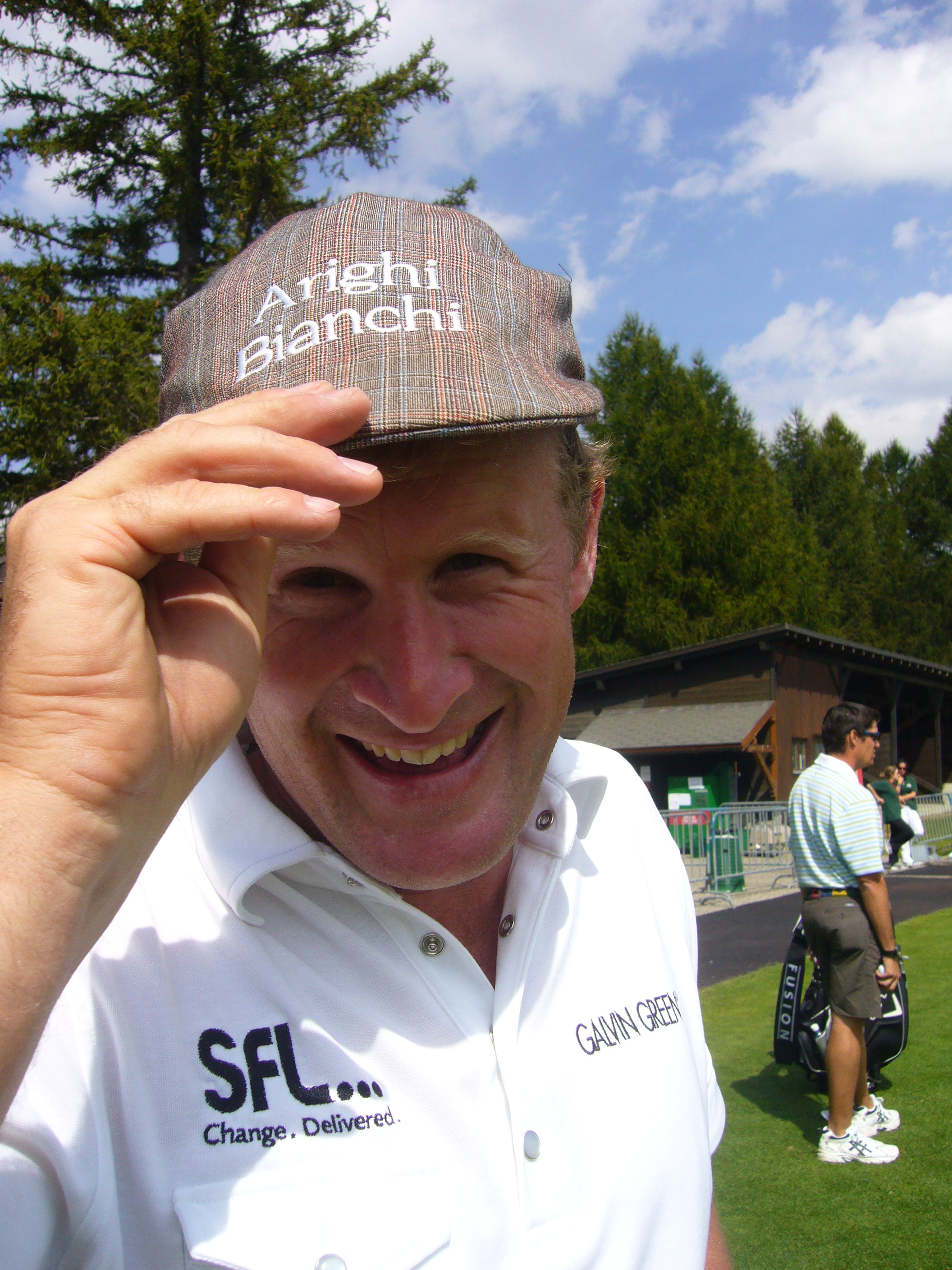
Jamie Donaldson, zijn geduld werd beloond.

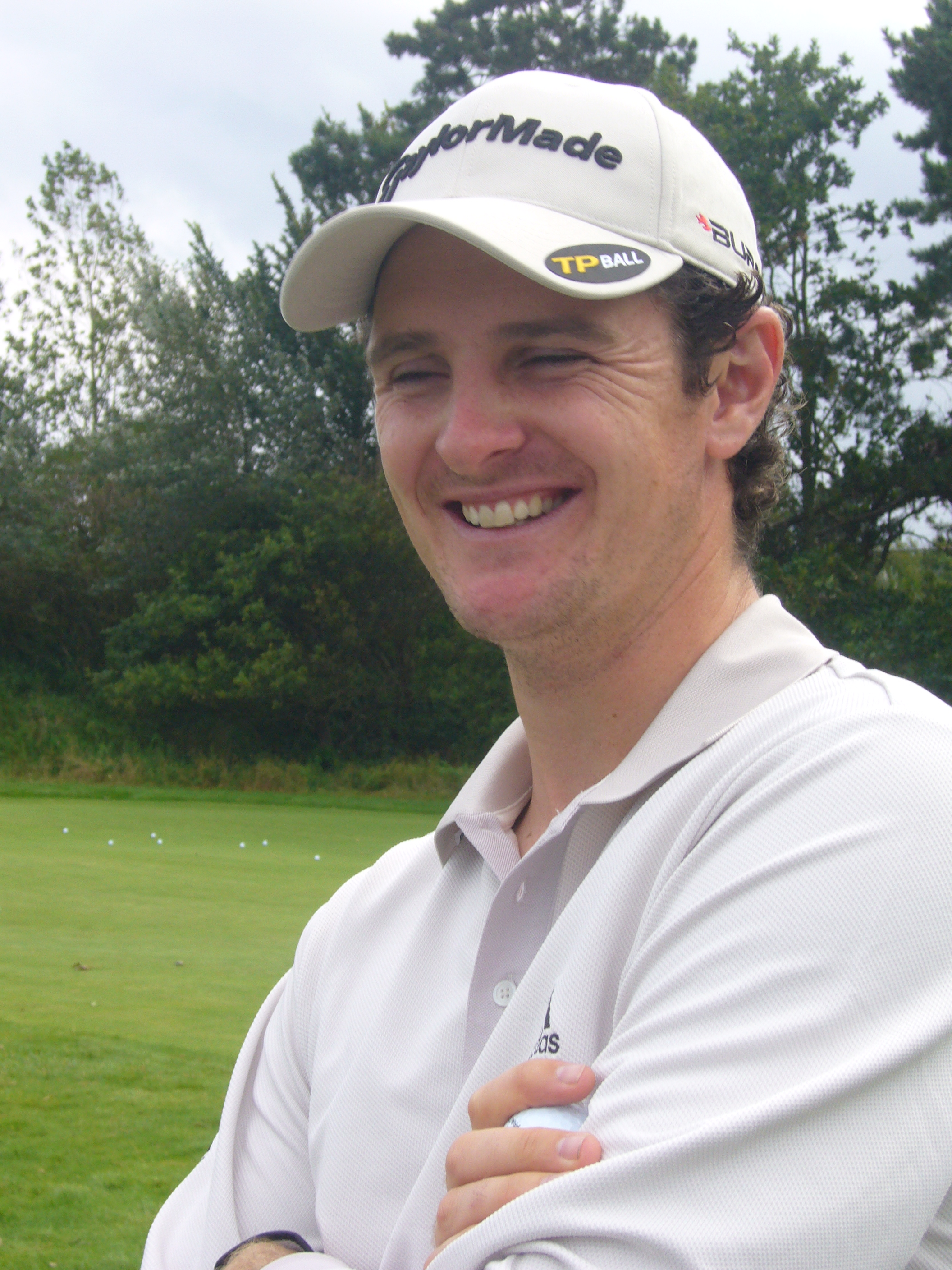
Justin Rose, het lachen verging hem.

Joost Luiten speelde deze ronde met Marcus Fraser, die in 2012 iets hoger op de Race To Dubai eindigde, maar nu speelde Luiten beter. Hij stond na negen holes op -4 en na een birdie op hole 10 stond hij op een gedeeld vijfde plaats. Hij speelde drie van de vier rondes onder par en beëindigde het toernooi met een totaal van -9, net als Martin Kaymer en David Howell.
In de laatste partij speelden Thorbjørn Olesen en Justin Rose, die aan het begin van de laatste ronde met twee slagen voorsprong aan de leiding stond. Voor hen speelden Thongchai Jaidee en Jamie Donaldson, die op hole 9 een birdie maakte waarna hij gelijk met Rose op -12 stond. Op hole 15 kwam Jamieson op -15 en nam hij de leiding over. Een bogey voor Rose op hole 16 gaf Jamieson een voorsprong van 2 slagen. Jamieson eindigde met een bogey, maar behield een slag voorsprong op Rose. 
Olesen speelde net als Rose vier rondes onder de 70, en samen eindigden ze op de tweede plaats. Ricardo Santos, die in 2012 zijn eerste overwinning behaalde, maakte een slotronde van 65, gelijk aan het toernooirecord, en steeg naar de vierde plaats.
| Speler                    | Ronde 1 | Ronde 1 | Ronde 1 | Ronde 2 | Ronde 2 | Ronde 2 | Ronde 2 | Ronde 3 | Ronde 3 | Ronde 3 | Ronde 3 | Ronde 4 | Ronde 4 | Ronde 4 | Ronde 4 |
| ------------------------- | ------- | ------- | ------- | ------- | ------- | ------- | ------- | ------- | ------- | ------- | ------- | ------- | ------- | ------- | ------- |
| Jamie Donaldson           | 67      | -5      | T1      | 70      | -2      | -7      | T2      | 69      | -3      | -10     | T2      | 69      | -3      | -14     | 1       |
| Justin Rose               | 67      | -5      | T1      | 69      | -3      | -8      | 1       | 68      | -4      | -12     | 1       | 71      | -1      | -13     | T2      |
| Thorbjørn Olesen          | 68      | -4      | T3      | 69      | -3      | -7      | T2      | 69      | -3      | -10     | T2      | 69      | -3      | -13     | T2      |
| Ricardo Santos            | 71      | -1      | T16     | 72      | par     | -1      | T21     | 66      | -6      | -7      | T8      | 68      | -4      | -11     | 4       |
| Branden Grace             | 71      | -1      | T16     | 69      | -3      | -4      | T8      | 73      | +1      | -3      | T 24    | 65      | -7      | -10     | 5       |
| Joost Luiten              | 70      | -2      | T10     | 69      | -3      | -5      | T5      | 73      | +1      | -4      | T19     | 67      | -5      | -9      | T6      |
| Thongchai Jaidee          | 70      | -2      | T10     | 71      | -1      | -3      | T15     | 66      | -6      | -9      | 4       | 73      | +1      | -8      | T9      |
| Gonzalo Fernández-Castaño | 70      | -2      | T10     | 67      | -5      | -7      | T2      | 71      | -1      | -8      | T5      | 72      | par     | -8      | T9      |
| Andrew Dodt               | 74      | +2      | T59     | 70      | -2      | Par     | T36     | 65      | -7      | -7      | T8      | 72      | par     | -7      | T17     |
| SSP Chowrasia             | 73      | +1      | T53     | 73      | +1      | +2      | T60     | 65      | -7      | -5      | T13     | 70      | -2      | -7      | T17     |
| Maarten Lafeber           | 78      | +6      | T113    | 72      | par     | +6      | MC      |         |         |         |         |         |         |         |         |

| Leider |  | Toernooirecord |  | MC = missed cut = cut gemist |  | DQ = disqualified |

## Spelers
| - Fredrik Andersson Hed - Felipe Aguilar - Matthew Baldwin - Thomas Bjørn - Rafa Cabrera Bello - Richard Bland - Grégory Bourdy - Kristoffer Broberg - Michael Campbell - Jorge Campillo - Paul Casey - Darren Clarke - George Coetzee - Robert Coles - Chris Doak - Andrew Dodt - Jamie Donaldson - David Drysdale - Victor Dubuisson - Johan Edfors - Ernie Els - Niclas Fasth - Gonzalo Fernández-Castaño - Darren Fichardt - Richard Finch - Tommy Fleetwood - Mark Foster - Marcus Fraser | - Lorenzo Gagli - Stephen Gallacher - Ignacio Garrido - Jean-Baptiste Gonnet - Ricardo González - Branden Grace - Richard Green - Emiliano Grillo - Todd Hamilton - Anders Hansen - JB Hansen - Pádraig Harrington - Andreas Hartø - Grégory Havret - Scott Henry - Michael Hoey - Keith Horne - David Howell - Mikko Ilonen - Raphaël Jacquelin - Thongchai Jaidee - Scott Jamieson - Espen Kofstad - Jbe' Kruger - Maarten Lafeber - José Manuel Lara - Paul Lawrie - Peter Lawrie | - Craig Lee - Wen-chong Liang - Gary Lockerbie - Shane Lowry - Joost Luiten - Matteo Manassero - Gareth Maybin - Paul McGinley - Damien McGrane - Rory McIlroy - Prom Meesawat - Francesco Molinari - Colin Montgomerie - James Morrison - Garth Mulroy - José María Olazábal - Thorbjørn Olesen - Hennie Otto - Chris Paisley - Phillip Price - Julien Quesne - Richie Ramsay - Robert Rock - Justin Rose - Brett Rumford - Ricardo Santos - Marcel Siem - Jeev Milkha Singh | - Joel Sjöholm - Lee Slattery - Henrik Stenson - Graeme Storm - Alessandro Tadini - Jaco van Zyl - Simon Wakefield - Anthony Wall - Paul Waring - Marc Warren - Romain Wattel - Steve Webster - Peter Whiteford - Martin Wiegele - Bernd Wiesberger - Danny Willett - Chris Wood - Fabrizio Zanotti Invitaties - Callum Nicoll - Alexander Levy - Gaganjeet Bhullar - Matteo Manassero - Alejandro Cañizares - Jason Dufner - Tiger Woods Amateur - Sohail Al Marzuqi |